# Paul Leupolt
Paul Oskar Leupolt (* 3. Juni 1897 in Leipzig; † 23. April 1965 in Hamburg) war ein deutscher Jurist. Es war Rechtsanwalt, Notar und Präsident des Rechtsanwaltskammer in Dresden und trug den Ehrentitel Justizrat.

## Leben und Wirken
Er war der Sohn des Rechtsanwalts Arthur Leupolt aus Leipzig. Nach dem Schulabschluss studierte er Rechts- und Staatswissenschaften und promovierte zum Dr. jur. In Dresden gründete er eine eigene Kanzlei als Rechtsanwalt. Zum 1. Oktober 1930 trat er der NSDAP bei (Mitgliedsnummer 319.864), er unterstützte zahlreiche Nationalsozialisten und auch das NSDAP-Tageblatt Der Freiheitskampf bei Gerichtsprozessen.
Die Machtergreifung der Nationalsozialisten 1933 war förderlich für seine Karriere. Er wurde im Mai 1933 durch Hans Frank zum Bezirksobmann der Bezirksgruppe Dresden des Bundes Nationalsozialistischer Deutscher Juristen (BNSJ) und im Juli 1933 beim Oberlandesgericht Dresden zum Mitglied des Prüfungsamtes für die zweite juristische Staatsprüfung ernannt. Kurz zuvor, Ende Juni 1933 anlässlich der Bildung der Front des deutschen Rechts, hatte er eine Kundgebung des NS-Juristenbundes in Dresden mit dem sächsischen Justizminister Otto Georg Thierack organisiert.
An der Durchführung des 4. Deutschen Juristentag, der vom 30. September bis 4. Oktober 1933 in Leipzig stattfand und auf dem auch Adolf Hitler sprach, war Leupolt maßgeblich beteiligt.
Mindestens seit 1933 war Leupolt Schriftführer der Sächsischen Anwaltskammer. Im Zuge der Gleichschaltung wurde der seit über 50 Jahren bestehende Dresdner Anwaltsverein am Jahresende 1933 aufgelöst und die meisten Rechtsanwälte wechselten in die von Leupolt geleitete Bezirksgruppe Dresden des BNSJ, was dieser sehr begrüßte.
Als Vorsitzender des Ehrengerichts der sächsischen Anwaltskammer sorgte Leupolt u. a. 1935 für den Ausschluss des Anwalts Martin Drucker. Nachdem Kluge zum Bürgermeister von Dresden ernannt worden war, übernahm Leupolt im Mai 1935 dessen Amt als Vorstandsvorsitzenden der Sächsischen Anwaltskammer. Mit der Neuordnung des Rechtswesens Ende 1935 wurde Leupolt stellvertretender Gaujuristenführer in Sachsen. Im August 1937 wurde er auf Vorschlag der Wirtschaftskammer Sachsen vom Reichs- und preußischen Wirtschaftsminister zum Vorsitzenden des Ehrengerichts der Wirtschaftskammer Sachsen ernannt. Auf einer Fachgruppenversammlung der Rechtsanwälte des NS-Rechtswahrerbundes 1937 sprach er sich gegenüber den Anwaltschaft dafür aus, „für Sauberkeit ihres Standes zu sorgen und ungeeignete Elemente auszumerzen“, was durch die neue Rechtsanwaltsordnung aus seiner Sicht wesentlich erleichtert wurde. Ein weiterer Aufstieg erfolgte am 1. April 1938 mit der Berufung zum Präsidenten des Rechtsanwaltskammer in Dresden.
1939 wurde ihm von Adolf Hitler der Ehrentitel Justizrat verliehen.
Nach Ende des Zweiten Weltkrieges nahm Justizrat Paul Leupolt in Hamburg einen Neuanfang als Rechtsanwalt und Notar. Dort starb er 1965.